# Sabine Trepte
Sabine Trepte (geb. 1970) ist eine deutsche Medienpsychologin. Sie ist Professorin an der Universität Hohenheim und Leiterin des Fachgebietes Medienpsychologie am Institut Kommunikationswissenschaft.

## Biographie
Trepte studierte Psychologie in Gießen, New York und Köln, wo sie 1997 mit Diplom abschloss. Anschließend war sie kurzzeitig für die Unternehmensberatung Psychonomics in Köln tätig, bis sie 1998 eine Stelle als Wissenschaftliche Mitarbeiterin am Institut für Journalistik und Kommunikationsforschung der Hochschule für Musik und Theater Hannover erhielt. 2001 wurde sie dort summa cum laude promoviert.
Mit einem Postdoc-Stipendium des DAAD forschte Trepte 2002 an der kalifornischen Annenberg School for Communication über internationale und kulturvergleichende Mediennutzung.
Von 2003 bis 2005 war Trepte Wissenschaftliche Assistentin am Fachbereich Psychologie der Universität Hamburg. 2006 wurde sie auf die Juniorprofessur für Medienpsychologie an der Hamburg Media School und der Universität Hamburg berufen. 2012 folgte sie dem Ruf an die Universität Hohenheim, wo sie seitdem den Lehrstuhl für Medienpsychologie innehat.
Von 2016 bis 2021 war sie Mitherausgeberin  der Fachzeitschrift Media Psychology und Associate Editor des Journals of Computer Mediated-Communication.

## Forschung und Publikationen
Treptes Forschungsschwerpunkte liegen im Bereich der Medienpsychologie. Sie beforscht insbesondere die Themen Privatheit und Selbstoffenbarung im Social Web, Diversität, psychologische Prozesse des Wissenserwerbs und soziale Identität.
Zu ihren Buchpublikationen zählen unter anderem das Lehrbuch Medienpsychologie, Unterhaltung in den neuen Medien, Allgemeinbildung in Deutschland und Wissenschaft in den Medien präsentieren.
Ihre Forschung hat sie zudem in den Fachzeitschriften Communication Theory, Annals of the International Communication Association, Media Psychology, Journal of Media Psychology, Computers in Human Behavior, Cyberpsychology, Behavior, and Social Networking, Publizistik und Medien- und Kommunikationswissenschaft publiziert.

## Ehrungen
Mit ihrer Arbeit gewann sie diverse Preise, darunter den ICA Best Paper Award und den ICA Dissertation Award.